# هرکول (فیلم ۱۹۸۳)
هرکول (انگلیسی: Hercules) فیلمی در ژانر فانتزی به کارگردانی لوئیجی کوتسی است که در سال ۱۹۸۳ منتشر شد. از بازیگران آن می‌توان به لو فریگنو، برد هریس، ویلیام برگر، روسانا پودستا، اوا رابینز، فرانکو گاروفالو و سیبیل دانینگ اشاره کرد.